# KK Kožuv
El KK Kožuv (en macedonio: КК Кожув) es un club de baloncesto profesional de la ciudad de Gevgelija, que milita en la Prva Liga, la máxima categoría del baloncesto macedonio. Disputa sus partidos en el 26th April Hall, con capacidad para 1600 espectadores.

## Historia
Fundado en 1955 en Gevgelija, lleva disputando desde 2012 la Balkan League. 
El mayor éxito del club tuvo lugar en la temporada 2012-2013, cuando quedaron subcampeones de la Prva Liga tras perder en la final contra el MZT Aerodrom.

## Posiciones en liga
| - 2006: 4º-(2) - 2007: 4º-(B) - 2009: 7º-(2) - 2010: 5º-(2) - 2011: 2º-(2) | - 2012: 8º-(1) - 2013: 2º - 2014: 3º - 2015: 6º - 2016: 5º |

## KK Kožuv en la Balkan League
| Equipo           | 2012/2013     | 2013/2014      | 2014/2015                      | 2015/2016                     |
| Balkan Botevgrad | No participó  | 79-88 / 84-77  | No participó                   | No participó                  |
| Beroe            | No participó  | No participó   | No participó                   | 90-81 / 78-73                 |
| Đuro Đaković     |               | No participó   | No participó                   | No participó                  |
| Galil Gilboa     |               | 65-72 / 100-75 | No participó                   | No participó                  |
| Kavala           | 79-74 / 87-77 | No participó   | No participó                   | No participó                  |
| Kumanovo         |               | 104-86 / 74-58 |                                | No participó                  |
| Levski Sofia     |               | 68-73 / 71-84  | No participó                   | 99-72 / 73-82                 |
| Mornar Bar       |               | No participó   | 85-66 / 67-75                  | 63-79 / 91-87 / 86-71 / 81-56 |
| OKK Beograd      | 82-77 / 66-74 | No participó   | No participó                   | No participó                  |
| Peja             | No participó  | 84-79 / 68-62  |                                | 72-67 / 77-76                 |
| Rilski Sportist  | 76-99 / 75-56 | No participó   | 72-74 / 86-88                  | No participó                  |
| Sigal Prishtina  | No participó  | 83-85 / 68-58  | 93-78 / 87-100 / 86-80 / 85-61 | 68-62 / 88-60 / 75-87 / 74-56 |
| Sutjeska         | No participó  | No participó   | 79-76 / 74-66                  | No participó                  |
| Teodo Tivat      | 84-71 / 75-68 | 74-75 / 74-80  |                                |                               |
| U.Craiova        | No participó  | 84-78 / 72-61  | 80-63 / 84-87                  | No participó                  |
| Vllaznia         | No participó  | No participó   | 99-59 / 52-88                  | No participó                  |
| Posición         | 7º            | 9º             | 4º                             | 3º                            |
| Resultado        | (4-4)         | (5-11)         | (11-3)                         | (6-8)                         |

## Palmarés
- Subcampeón de la Vtora Liga (2ª Div)

2011
- Subcampeón de la Prva Liga

2013
- Subcampeón de la Copa de baloncesto de Macedonia

2015
- Final-Four de la Balkan League

2015, 2016

## Jugadores destacados
| - Draško Albijanić - Stefan Živanović (baloncestista nacido en 1990) - Pero Blazevski - Eftim Bogoev - Vladimir Brčkov - Aleksandar Dimitrovski - Stojan Gjuroski - Goran Glavčev - Zlatko Gocevski - Slobodančo Hadzivasilev - Dimitar Mirakovski - Igor Penov | - Darko Radulović - Aleksandar Šterjov - Dejan Vegov - Miko Golubovic - Nikola Korač - Aleksandar Radulović - Ivan Todorović - Slobodan Božović - Velibor Buha - Milan Bulić - Slaven Čupković - Sasa Đorđević | - Dušan Domović Bulut - Slobodan Dunđerski - Vladimir Filipović - Vladimir Ivelja - Milan Janjušević - Uros Luković - Igor Mijajlović - Miladin Peković - Miloš Petković - Filip Šepa - Bojan Tomašević - Jason Carter | - Austin Dufault - Lamont Middleton - Marcus Neal - Brandon Penn - Ryan White (baloncestista nacido en 1988) - Aleksej Nešović - Ratko Varda - Dimitar Karadzovski - Kiril Pavlovski - Tomčo Sokolov - Vassilis Cvetkov - Njegos Abazović |